# Sphaerospira etheridgei
Sphaerospira etheridgei är en snäckart som först beskrevs av Brazier 1877.  Sphaerospira etheridgei ingår i släktet Sphaerospira och familjen Camaenidae. Inga underarter finns listade i Catalogue of Life.